# Powiat frysztacki (II Rzeczpospolita)
Powiat frysztacki – polski powiat istniejący w latach 1938–1939 na Zaolziu w ramach województwa śląskiego.

## 1920
Po wytyczeniu granicy między Polską a Czechosłowacją na Śląsku Cieszyńskim w 1920 roku, zdecydowanie większa (zaolziańska) część powiatu frysztackiego przypadła Czechosłowacji (CS). W Polsce znalazły się jedynie cztery i pół gminy (jednostkowe):
- gmina Kaczyce (oprócz skrawka, który włączono do gminy Łąki nad Olzą w CS)
- gmina Kończyce Wielkie (w całości)
- gmina Kończyce Małe (w całości)
- pół gminy Marklowice; polską część przekształcono w gminę Marklowice Górne (część czeską przekształcono w gminę Marklowice Dolne)
- gmina Zebrzydowice (oprócz skrawka, który włączono do gminy Marklowice Dolne i do Frysztatu w CS)

Wszystkie te gminy weszły w skład powiatu cieszyńskiego, i pozostały w nim nawet po reaktywowaniu powiatu frysztackiego w 1938 w związku z okupacją Zaolzia przez Polskę.

## 1938–1939
W październiku 1938 roku Polska wydała wobec Czechosłowacji ultimatum, w którym domagała się zwrotu ziem Zaolzia, przejętych przez Czechosłowację na początku okresu dwudziestolecia międzywojennego. Po podporządkowaniu się Czechosłowacji temu ultimatum, Polska objęła władzę nad Zaolziem. Terytorium Zaolzia było podzielone na powiaty czeskocieszyński, który nazwano cieszyńskim zachodnim, i frysztacki, który zachował swoją nazwę.
27 października 1938 roku władze województwa śląskiego dokonały podziału administracyjnego przyłączonych ziem. Zachowano podział na gminy i przyporządkowanie całego terytorium  do powiatów w Cieszynie i Frysztacie. Jedynymi zmianami były połączenie gmin Czeski Cieszyn i Cieszyn w jedną gminę o nazwie Cieszyn oraz połączenie obu powiatów cieszyńskich w jeden.
Tą samą ustawą powołano tymczasowy wydział powiatowy dla powiatu frysztackiego, który miał istnieć do czasu wyboru właściwych władz powiatowych. Tymczasowy wydział składał się z sześciu członków, w tym przewodniczącego jako starosty i wiceprzewodniczącego jako wicestarosty. Dodatkowo zobowiązano tymczasowego starostę do powołania przy komisarzach rządowych w każdej gminie rad przybocznych złożonych z pięciu członków.
31 stycznia 1939 roku do powiatu włączono nowe tereny należące do 1938 roku do Czechosłowacji. Obejmowały one gminy lub części gmin Gruszów, Hermanice, Michałkowice, Radwanice i Śląska Ostrawa. W wyniku przeprowadzonej jednocześnie reorganizacji:
- do gminy Wierzbica włączono fragmenty gminy Gruszów
- do gminy Rychwałd włączono fragmenty gmin Hermanice i Michałkowice
- do gminy Pietwałd włączono fragmenty gmin Radwanice i Śląska Ostrawa[4]

Aż do wybuchu II wojny światowej proces integracji prawnej dotyczącej wchłonięcia ziem zaolziańskich nie został ukończony.

## 1939–1945
Pod okupacją (1939–1945) obszar powiatu frysztackiego włączono w skład niemieckiego powiatu Teschen (do 29 grudnia 1939 jako powiat Teschen-Freistadt) z siedzibą w połączonym Cieszynie, w rejencji katowickiej.

## 1945
Po zakończeniu wojny całe Zaolzie wróciło pod władzę Czechosłowacji.

## Gminy miejskie i wiejskie (1 lutego 1939)
1. miasto Bogumin
2. miasto Bogumin Nowy (do 1924 gmina Szonychel)
3. Darków
4. Dąbrowa
5. Dziećmorowice
6. miasto Frysztat
7. miasto  Karwina
8. Lutynia Niemiecka
9. Lutynia Polska
10. Łazy
11. Łąki
12. Marklowice Dolne
13. Olbrachcice
14. miasto Orłowa
15. Piersna
16. Pietwałd
17. Piotrowice
18. Poręba
19. Pudłów (nowa gmina, utworzona z południowej części gminy Bogumin)
20. Raj
21. Rychwałd
22. Skrzeczoń
23. Stare Miasto
24. Stonawa
25. Sucha Dolna
26. Sucha Górna
27. Sucha Średnia
28. Wierzbica
29. Wierzniowice
30. Zabłocie
31. Zawada

## Starostowie
- Leon Wolf (1938–1939)[6]